# Esteban Márquez de Velasco

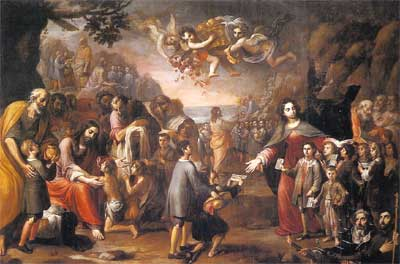
Cristo y la Virgen como protectores de la infancia, óleo sobre lienzo (496 × 337 cm), Universidad de Sevilla

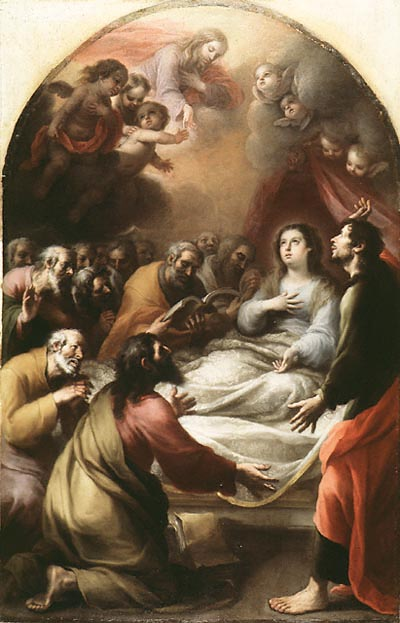
Dormición de la Virgen, óleo sobre lienzo (252 × 160 cm), Art Gallery of Ontario

Esteban Márquez de Velasco (Puebla de Guzmán, Huelva, 1652-Sevilla, 1696) fue un pintor barroco español, seguidor de Murillo.

## Obra
Formado en Sevilla con su tío Fernando Márquez Joya, pintor actualmente desconocido, con quien trabajó hasta 1672, sus obras conocidas muestran una estrecha dependencia del arte de Murillo, de quien tomó esquemas y figuras concretas, si bien sus tipos humanos, de grandes ojos oscuros, son muy personales. En su obra se advierten notables diferencias de calidad, debido a la participación del taller, del que salió una muy abundante producción, existiendo constancia de que como otros pintores sevillanos y andaluces trabajó para el mercado americano.
Las obras firmadas y fechadas, a partir de las que ha sido posible fijar su estilo, con todo, son escasas y de fecha tardía: la Lactación de Santo Domingo, fechada en 1693, conservada en la parroquia de Santa María de las Nieves de Fuentes de Andalucía (Sevilla), y Cristo y la Virgen como protectores de la infancia, que lo está en 1694, óleo de grandes dimensiones procedente del Colegio de San Telmo de Sevilla, donde estuvo instalado en el refectorio, conservado actualmente en el paraninfo de la Universidad de Sevilla. En el primero, organizada la composición en torno a una diagonal, Márquez tomó de Murillo casi literalmente el grupo del fondo, con la Virgen y santas aproximándose a santo Domingo de Guzmán moribundo, inspirándose en la Muerte de Santa Clara del claustro chico de San Francisco de Sevilla, y para el segundo tomó del maestro la concepción general, inspirada en la Multiplicación de los panes y los peces del Hospital de la Caridad. Muy interesante es en este último la galería de retratos infantiles, donde se dan cita mendigos y estudiantes del propio colegio de San Telmo, dedicado a la formación de futuros navegantes.
También firmadas estaban cuatro Historias de una santa mártir que se encontraban en colección particular sevillana, en actual paradero desconocido, y pueden serle atribuidas con seguridad los lienzos de San Agustín y San José con el Niño del Museo de Bellas Artes de Sevilla, una serie de la vida de san Francisco de Asís conservada en Guadalajara (México), y otra dedicada a la vida de la Virgen procedente del convento de la Trinidad de Sevilla, que estuvo atribuida a Murillo y en la actualidad se encuentra dispersa en museos americanos, tras su venta en 1810.